# Euxoa unica
Euxoa unica är en fjärilsart som beskrevs av Mcdunnough 1940. Euxoa unica ingår i släktet Euxoa och familjen nattflyn. Inga underarter finns listade i Catalogue of Life.